# Xenoconger fryeri
Xenoconger fryeri is een straalvinnige vissensoort uit de familie van de valse murenen (Chlopsidae). De wetenschappelijke naam van de soort is voor het eerst geldig gepubliceerd in 1912 door Regan.